# 华南理工大学建筑设计研究院
华南理工大学建筑设计研究院有限公司（简称华工设计院）是中国大陆一所甲级建筑设计院，由传统“建筑老八校”中的华南理工大学成立，是中国重点高校最早成立的甲级设计研究院之一。

## 历史沿革

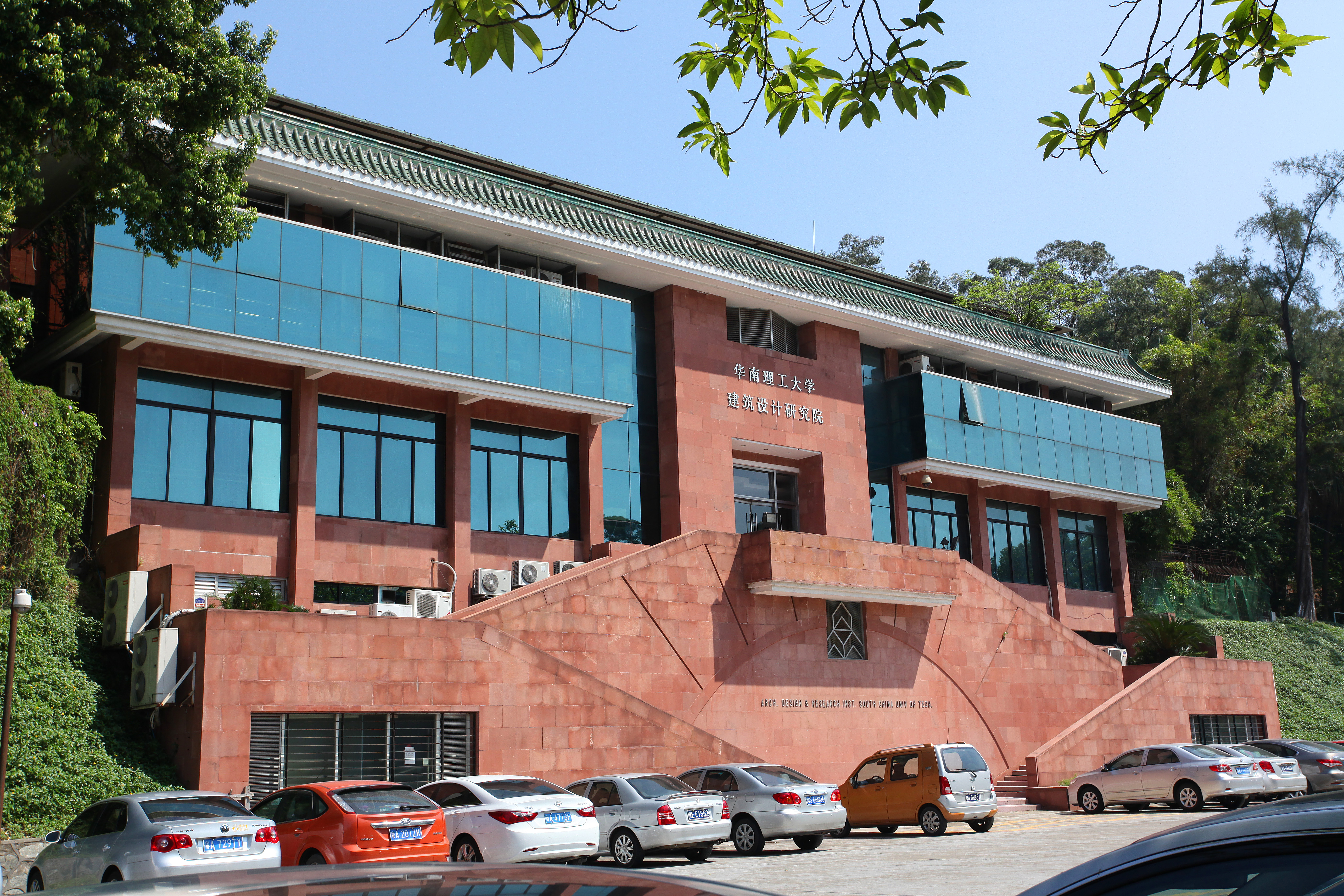
建筑设计研究院大楼

华工建筑设计院始于1953年华南工学院建筑系（现华南理工大学建筑学院）与基建处成立的设计室。1958年，华南工学院建筑学系成立“建筑设计院”，为华工设计院的前身。1979年8月中国教育部下发《关于在天津大学等五所高等学校简历建筑设计研究院的决定》，华工开始筹建建筑设计研究院，并在同年11月17日正式成立。
1981年9月，获国家教委颁发国家一级勘察设计证书，成为国家一级设计院。1985年，莫伯治院士和佘畯南院士作为设计院的顾问教授开始招收研究生，开创了设计院招收研究生的先河。1987年7月，获国家计委颁发国家甲级综合设计证书。
1988年，随华南工学院变更校名而更名为华南理工大学建筑设计研究院。2018年，改制为华南理工大学建筑设计研究院有限公司。

## 知名作品

### 获国家设计奖作品
以下作品曾获全国优秀工程勘察设计奖：
- 金奖
  - 西汉南越王博物馆[8]
  - 珠海金湾机场航站楼[9]
  - 华南理工大学逸夫人文馆
  - 乐山大佛博物馆[9]

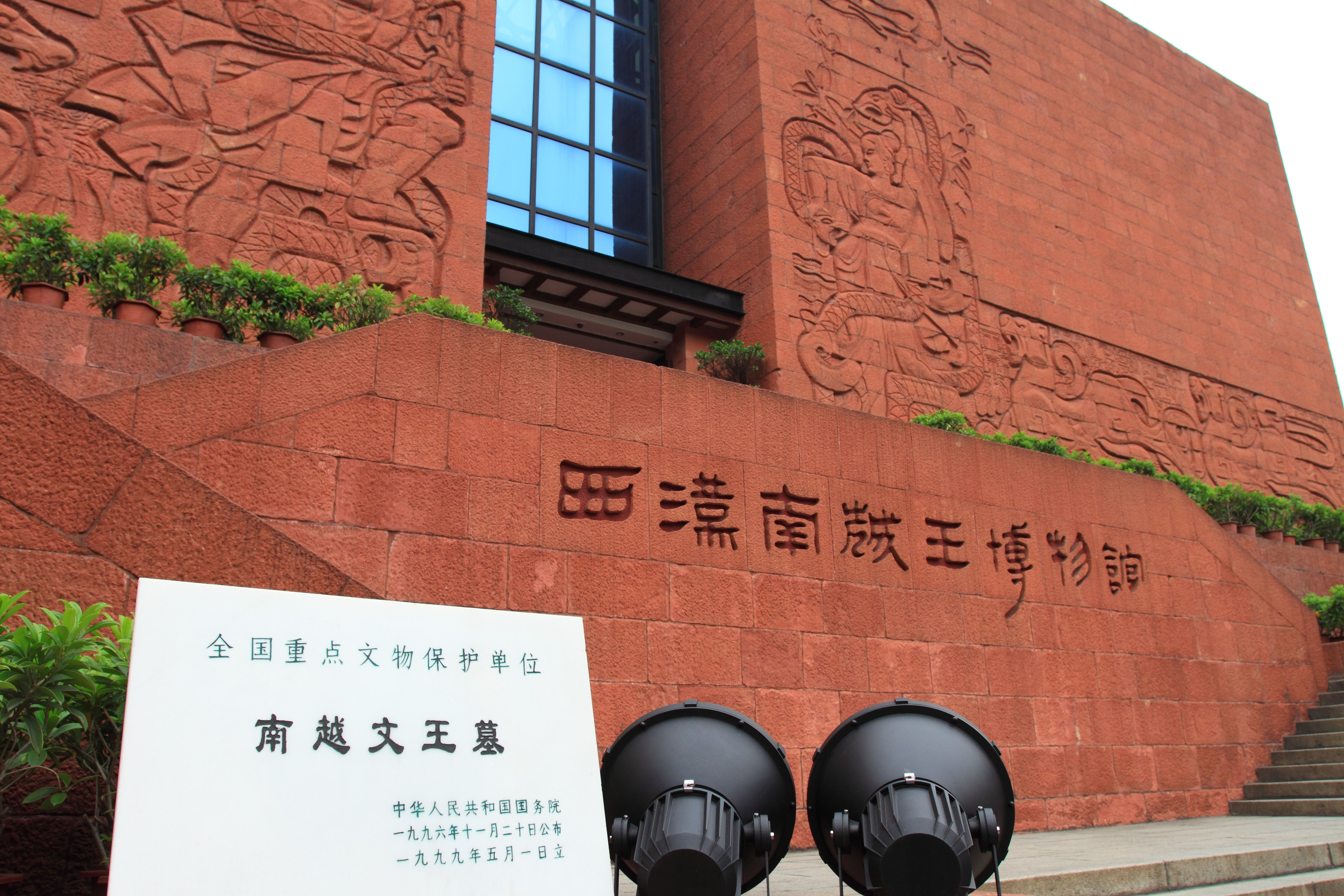
西汉南越王博物馆

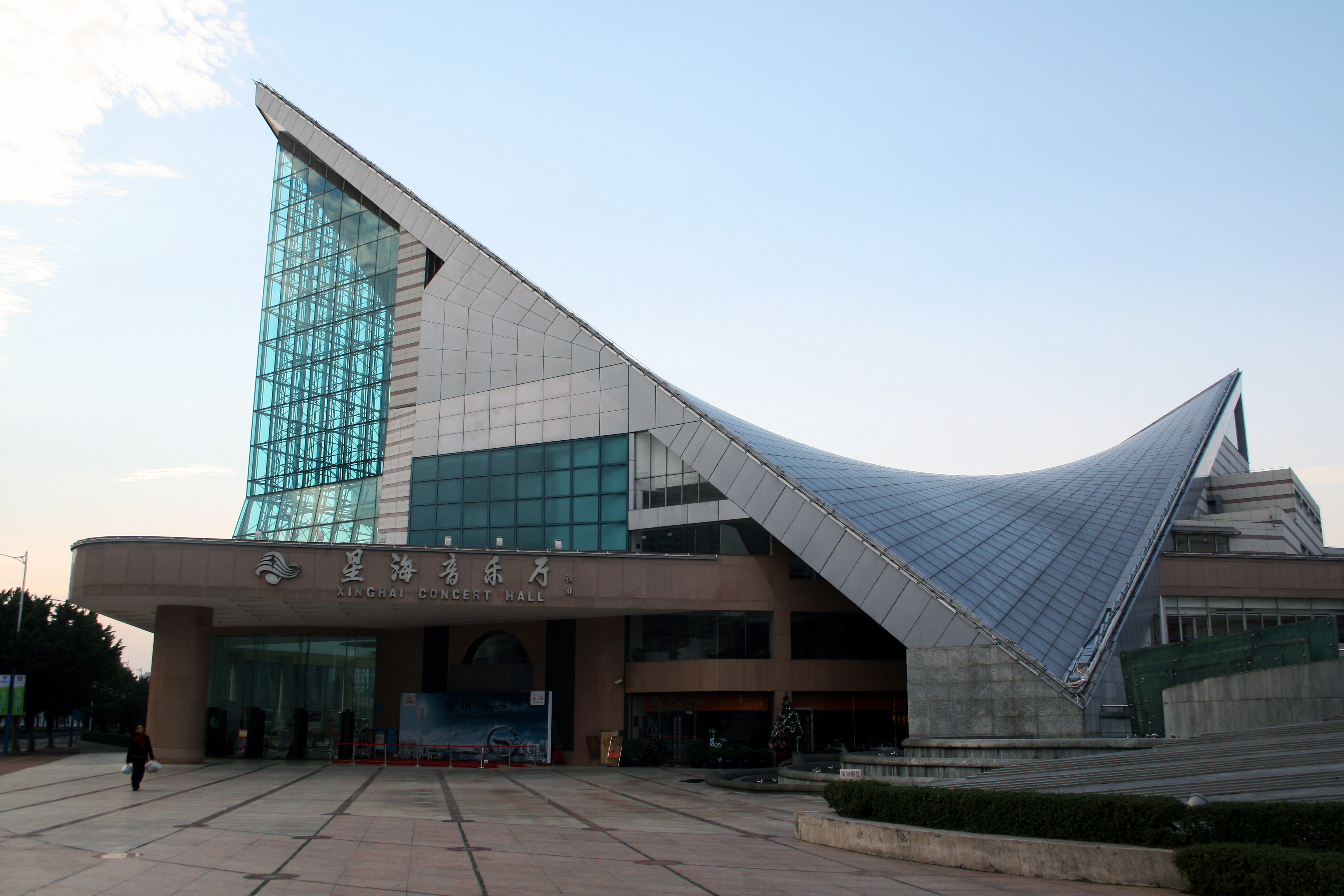
星海音乐厅

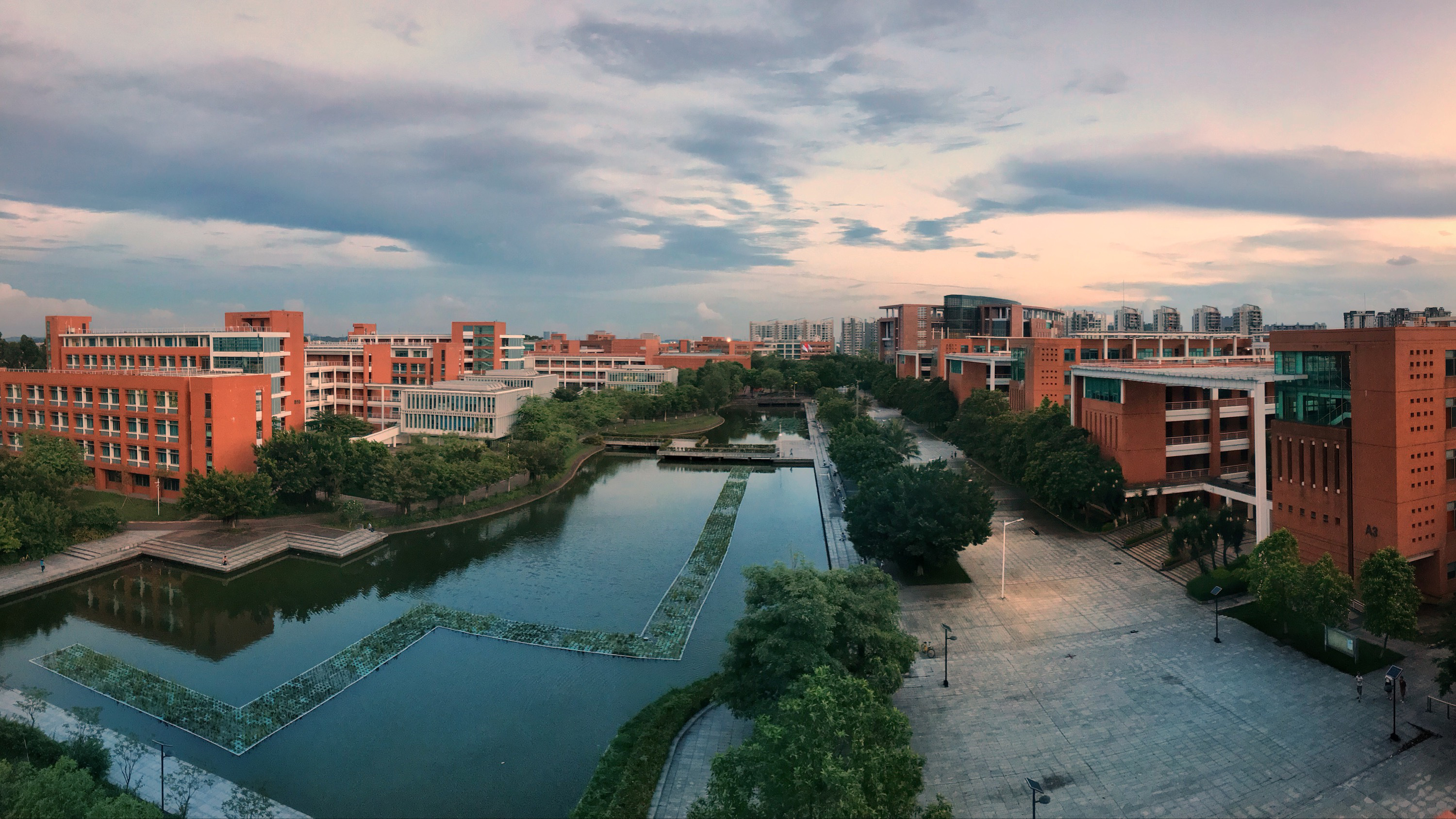
华南理工大学大学城校区

  - 侵华日军南京大屠杀遇难同胞纪念馆扩建工程[8]
- 银奖
  - 星海音乐厅[10]
  - 华南师范大学南海学院
  - 浙江大学紫金港校区东教学组团
  - 广州越秀区解放中路旧城改造项目一期工程
  - 福州大学新校区图书馆[9]
  - 2008年奥运摔跤比赛馆（中国农业大学体育馆）[11]
- 铜奖
  - 宝安新城广场
  - 大都会广场及中国市长大厦[12]
  - 广东药科大学大学城校区学院教学楼及管理楼
  - 华南理工大学大学城校区院系办公实验楼群

### 其他知名作品

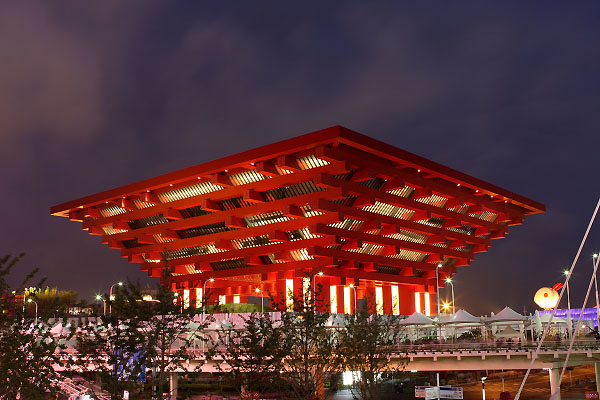
上海世博会中国馆

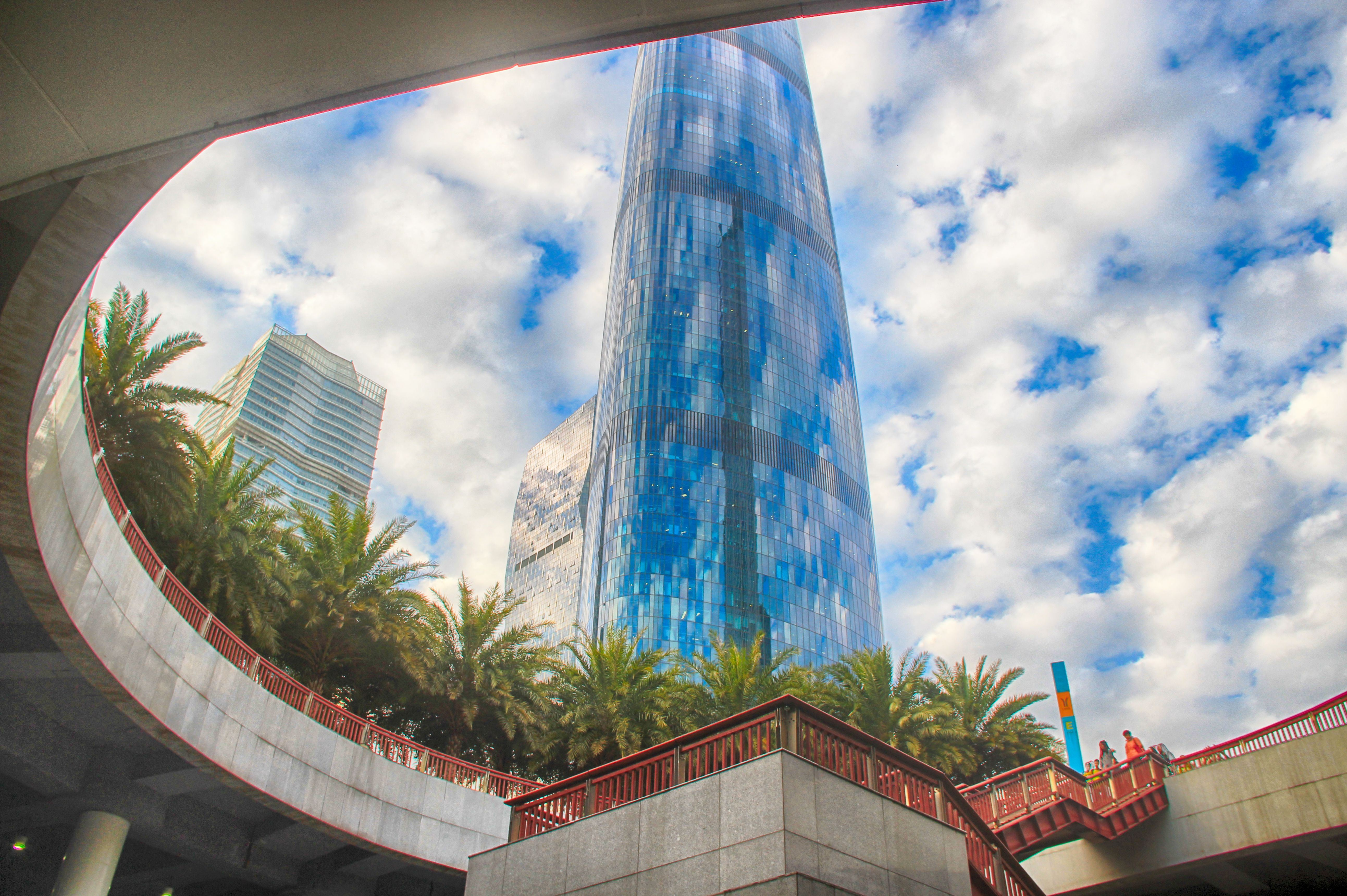
广州国际金融中心

- 2010年上海世博会中国馆（中华艺术宫）[8]
- 汶川特大地震震中纪念馆[13]
- 钱学森图书馆（上海交通大学）
- 天津博物馆新馆
- 安徽省博物馆新馆
- 宝安体育场
- 南沙体育馆
- 广州国际金融中心（西塔）
- 越秀金融大厦
- 澳门大学横琴校区
- 重庆理工大学花溪校区
- 华南理工大学广州国际校区
- 抚州火车站
- 海心桥

## 主要人物

### 现任领导
- 董事长：何鏡堂
- 院长：倪阳
- 党委书记：罗建河
- 副院长：韦宏、汤朝晖、黄骏

### 知名建筑师
- 夏昌世（顾问）：岭南现代建筑创作的开拓者、创始人
- 林克明：中国现代建筑的先驱和伟大的城市设计家，现代岭南建筑学派的创始人之一，曾在勷勤大学创办中国南方高等学校中第一个建筑系[14]
- 莫伯治：中国建筑设计大师、中国工程院院士，曾任广州市规划局总工程师、中国建筑学会理事会理事、广州市规划协会名誉会长[15]
- 佘畯南：中国工程设计大师、中国工程院院士，曾任广州市设计院副院长、总建筑师[16]
- 何鏡堂：中国工程院院士、中国工程勘察设计大师、国家特许一级注册建筑师[17]
- 倪阳：中国工程勘察设计大师
- 方小丹：中国工程勘察设计大师、国家一级注册结构工程师
- 陶郅：中国工程勘察设计大师、国家一级注册建筑师、国家注册咨询工程师[9]